# Antheraea ridlyi
Antheraea ridlyi är en fjärilsart som beskrevs av Moore 1892. Antheraea ridlyi ingår i släktet Antheraea och familjen påfågelsspinnare. Inga underarter finns listade i Catalogue of Life.